# Burkandul
Burkandul è un comune dell'Azerbaigian situato nel distretto di Lerik. Conta una popolazione di 776 abitanti.